# So Done
«So Done» es una canción de la cantante y compositora estadounidense Alicia Keys junto a Khalid. Se lanzó el 14 de agosto de 2020 a través de RCA Records con UMPG como el sexto sencillo de su séptimo álbum de estudio, Alicia. Fue escrito por Keys, Khalid y Ludwig Göransson, mientras que la producción fue manejada por este último.

## Recepción crítica
Jason Lipshutz de Billboard dijo que «es la música que une dos épocas de R&B, con dedos chasqueantes y rasgueos nebulosos de guitarra, que transmiten fuerza después de exasperación y un sonido vigorizado al usar un enfoque tan sutil que puede no ser un problema de radio, pero es un importante encuentro de mentes». Marcel Plasse del portal Terra dijo que «expone una faceta musical diferente a la cantante. Destacada el piano y que ella prefirió un arreglo con guitarras limpias y melódicas y acompañamiento de una banda tradicional, lo que hace que la canción sea más delicada y menos característica del R&B sintetizado actual».

## Video musical
El video musical se lanzó el 14 de agosto de 2020, dirigido por Andy Hines y protagonizado por la actriz Sasha Lane junto a Keys y Khalid. Cori Murray de Essence elogió el videomusical, diciendo que era «el fin del verano que necesitábamos».

## Posicionamiento en listas
| Listas (2020)                                    | Mejor posición |
| ------------------------------------------------ | -------------- |
| Estados Unidos (Adult R&B Songs)                 | 1              |
| Estados Unidos (Hot R&B Songs)                   | 9              |
| Estados Unidos (R&B Digital Songs Sales)         | 6              |
| Estados Unidos (R&B/Hip-Hop Digital Songs Sales) | 15             |
| Nueva Zelanda Hot Singles (RMNZ)                 | 10             |

## Certificaciones
| País (organismo certificador) | Certificación | Unidades certificadas |
| ----------------------------- | ------------- | --------------------- |
| Brasil (Pro-Música Brasil)    | Oro           | 20 000                |

## Historial de lanzamiento
| País           | Fecha                | Formato                     | Discográfica    | Ref    |
| -------------- | -------------------- | --------------------------- | --------------- | ------ |
| Varios         | 14 de agosto de 2020 | Descarga digital, streaming | Sony Music, RCA |        |
| Estados Unidos | 24 de agosto de 2020 | Radio Urban                 | Sony Music, RCA | [ 16 ] |